# NGCC Hudson
Le NGCC Hudson est un navire océanographique et hydrographique de la Garde côtière canadienne. Le navire est entré en service en 1963 avec le Service océanographique canadien, opérant pour l'Institut océanographique de Bedford (en) (BIO), appelé CSS Hudson. Le navire a effectué plusieurs voyages scientifiques importants, dont le premier tour des Amériques en 1970. Le navire a été transféré à la Garde côtière canadienne en 1996 et retiré du service en 2022.

## Description
Premier navire canadien construit spécialement pour les levés hydrographiques et océanographiques, Hudson a été conçu par la firme montréalaise Gilmore, German and Milne. Il a la classification glace 2. Le navire est propulsé par un système diesel-électrique composé de quatre moteurs diesel Alco 251D et de deux générateurs Caterpillar 398. Le système, d’une puissance nominale de 6 469 kW (8 675 cv), entraîne deux hélices à pas fixe et des propulseurs d’étrave, procurant au navire une vitesse maximale de 17 nœuds (31 km/h). Le navire est également équipé d'un générateur de secours Caterpillar 398. Le navire a une capacité de carburant de 1 268 m3 de carburant diesel, ce qui lui confère une autonomie de 23 100 milles marins (42 800 km) à 10,5 nœuds (19,4 km/h) et une endurance de 105 jours.
Le navire est équipé d’un poste de pilotage de 138 m2 et d’un hangar de 28 m2 et peut faire fonctionner un hélicoptère léger des types MBB Bo 105 ou Bell 206L. Hudson est équipé d'un RHIB et de quatre laboratoires. Il existe un laboratoire de géochimie, deux autres laboratoires, un laboratoire hydrographique, un laboratoire océanographique et un laboratoire polyvalent. Le navire a un effectif de 31 personnes, comprenant 11 officiers et 20 membres d'équipage, avec 23 banettes disponibles pour les passagers.

## Service
Hudson a été construit et financé par le Ministère de l'Énergie, des Mines et des Ressources du Canada pour le compte du Service océanographique du Canada. Le navire a été construit par Saint John Shipbuilding (en) sur son chantier naval de Saint-Jean (Nouveau-Brunswick). Le navire a été mis à l'eau le 28 mars 1963 et achevé en décembre plus tard dans l'année. Nommé d'après l'explorateur Henry Hudson, le navire est entré en service sous le nom de CSS Hudson en février 1964. Le navire est basé à Dartmouth, en Nouvelle-Écosse, à l'Institut océanographique de Bedford.
Au cours des années 1960, Hudson réalisa cinq relevés de la dorsale médio-atlantique dans le cadre d'une étude mondiale sur la dérive des continents. Le navire a pris part à l'Exposition universelle de 1967 de Montréal et a présenté la navigation par satellite, devenant ainsi le premier navire hors de la marine américaine à disposer de la technologie. En 1969, Hudson a contourné l'Amérique du Nord. De novembre 1969 à octobre 1970, le navire a fait le tour du cercle en Amérique du Nord et du Sud, en commençant par la Nouvelle-Écosse et s’est dirigé vers le sud jusqu’aux eaux antarctiques, autour de la pointe sud de l’Amérique du Sud, vers le nord dans le centre du Pacifique et vers la Nouvelle-Écosse via le Passage du Nord-Ouest. Il a été le premier navire à faire le tour des deux continents. En transit, le navire a mené plusieurs expériences, notamment des études sur la vie marine le long de la côte est des Amériques, des relevés des courants de marée sur les fjords chiliens et des découvertes géographiques dans l’océan Pacifique. Ce voyage, auquel plus de 100 scientifiques ont participé à différentes étapes, a été documenté dans le livre de 1973 "Voyage au bout du monde" de Alan Edmonds. 
Hudson a utilisé pour la première fois un hélicoptère lors de levés de fonds dans l'Arctique canadien. Au début des années 1970, il a effectué des relevés dans la baie de Fundy et le golfe du Maine. En mars 1976, Hudson a sauvé l’équipage du navire de patrouille de pêche Cape Freels , qui avait été abandonné sur les Grands Bancs de Terre-Neuve après avoir pris feu. À la fin des années 1970, Hudson a effectué le premier levé de la baie de Baffin. 
Dans les années 1980 et 1990, Hudson a participé à de grandes enquêtes faisant partie de programmes internationaux tels que la Joint Global Ocean Fluxes Study et la World Ocean Circulation Experiment. En 1980, Hudson a contourné l'Amérique du Nord.  Hudson a contribué de manière significative aux opérations de récupération à la suite de la sortie de l’unité de forage offshore semi-submersible Ocean Ranger qui a coulé dans les eaux de l’Est du Canada le 15 février 1982. Hudson a sauvé les 29 membres d’équipage du MV Skipper 1 dans l’Atlantique Nord Avril 1987. Le 28 avril 1988, une explosion a été repérée par l'équipage à l'horizon. Quand Hudson est arrivé sur les lieux, ils ont trouvé le pétrolier Athenian Venture en feu et en deux morceaux. Hudson n'a récupéré qu'un seul corps parmi les débris. 
Dans les années 1990, Hudson a effectué des relevés dans les eaux du Groenland, à Rankin Inlet et à Chesterfield Inlet. Lors d'opérations dans les eaux du Groenland, la glace a déchiré la coque du navire. Il a été forcé de rentrer au Canada pour des réparations. En 1996, Hudson a rejoint la flotte de la Garde côtière canadienne. Hudson a contribué aux opérations de récupération pendant les opérations de récupération du vol 111 Swissair dans les eaux au large de Peggy's Cove, en Nouvelle-Écosse, au Canada, au cours de l'automne 1998. De 1999 à 2001, Hudson a mené des enquêtes. dans la région de l'île de Sable.
En 2007, le gouvernement du Canada a annoncé plusieurs nouveaux projets de construction navale pour la Garde côtière canadienne, y compris le remplacement de l'Hudson , qui devrait être en service d'ici à 2012. Le navire a sauvé l'équipage de sept personnes du navire de pêche Ocean Commander qui a brûlé et a coulé le 6 juillet 2009. La construction du remplaçant d'Hudson a été retardée, obligeant la Garde côtière canadienne à restaurer celui-ci en 2012. Les réparations ont été achevées en septembre 2015. Hudson a subi des dommages. une révision de 4 millions de dollars canadiens débutant le 19 décembre 2016. La réparation a été effectuée par Heddle Marine à leur chantier naval de Hamilton (Ontario). Hudson a été remorqué hors du chantier naval de Heddle Marine vers le Centre canadien des eaux intérieures à Burlington (Ontario), une installation du gouvernement du Canada. La remise en état du navire, qui devait s'achever en mai 2017, était inachevée au moment du retrait du navire.  Hudson est revenu sur la côte est le 14 novembre 2017 pour s'assurer que le navire était sorti de la voie maritime du Saint-Laurent avant sa fermeture. Le navire a été réaménagé à Halifax, ce qui a entraîné une modification des cabines et des laboratoires. La remise en service du navire est prévue pour avril 2018. Le 12 février 2019, le chantier naval St. John's Dockyard Ltd. a remporté le contrat de prolongation de durée de vie de l'Hudson.
Le 19 janvier 2022, la Garde côtière canadienne annonce la mise hors service définitive du bâtiment, la réparation du bris du moteur de propulsion tribord s'avérant trop coûteuse.

### Note et référence
- (en) Cet article est partiellement ou en totalité issu de l’article de Wikipédia en anglais intitulé « CCGS Hudson » (voir la liste des auteurs).

1. 1 2 3  « Déclaration de la Garde côtière canadienne : Mise hors service du NGCC Hudson », sur www.canada.ca, 19 janvier 2022 (consulté le 23 janvier 2022)